# Storebø
Storebø er en by der er administrationscenter og den største bygd i Austevoll kommune i Vestland fylke i Norge. Byen har 	1.170 indbyggere (2012), mens skolekredsen Storebø har godt 1.200 indbyggere. Bygden ligger på den nordlige del af øen Huftarøy. Austevoll kirke ligger i Storebø.
De største virksomheder er Austevoll Seafood og offshore-selskabet DOF (District Offshore) har sit hovedsæde i Storebø.